# Fimbristylis acuminata
Espèce
Synonymes
- Eleogiton scabra (Roxb.) A.Dietr.[2]
- Fimbristylis nutans var. minor E.G.Camus[2]
- Fimbristylis scabra (Roxb.) Schult.[2]
- Fimbristylis setacea auct.[3]
- Iria acuminata (Vahl) Kuntze[2]
- Scirpus scaber Roxb.[2]

Statut de conservation UICN

 LC  : Préoccupation mineure
Fimbristylis acuminata est une espèce végétale du genre Fimbristylis, et de la famille des Cyperaceae,,,. Son statut de conservation UICN est préoccupation mineure. 

## Liste des variétés
Selon Tropicos (18 août 2017) (Attention liste brute contenant possiblement des synonymes) :
- variété Fimbristylis acuminata var. minor Nees ex Boeckeler
- variété Fimbristylis acuminata var. pumila Nees